# Bollywood

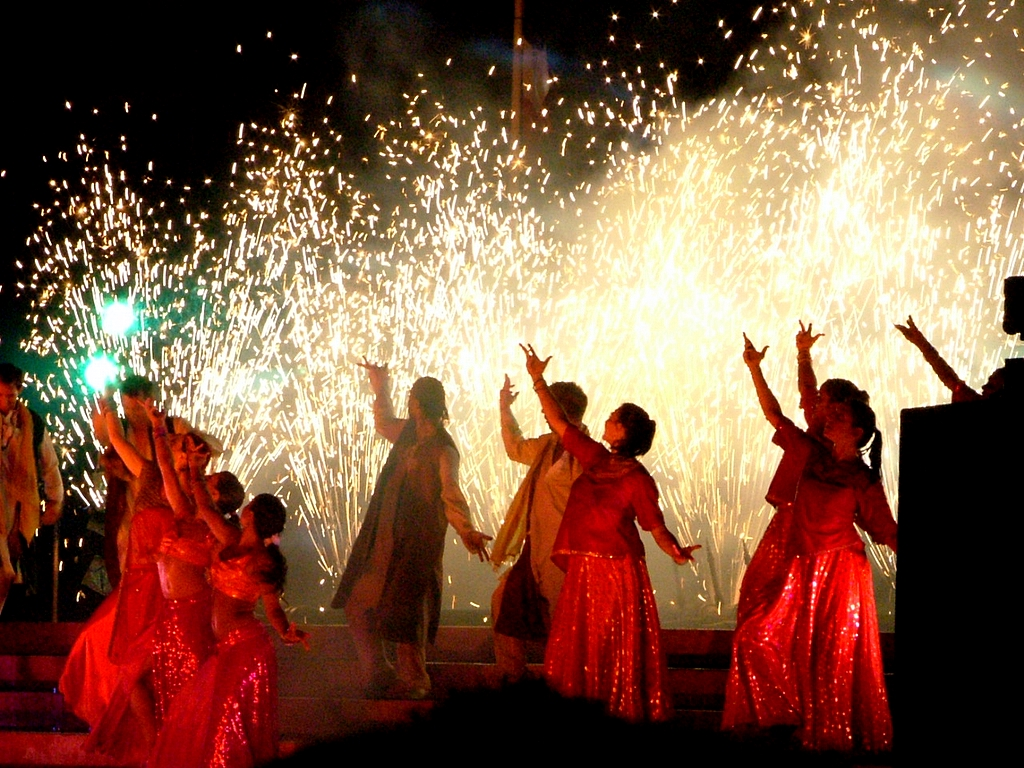
La danza e la musica sono caratteristiche ricorrenti nella produzione cinematografica di Bollywood.

Con il termine Bollywood, fusione di Bombay e Hollywood, si intende il cinema popolare in lingua hindi e occasionalmente in lingua urdu, con caratteristiche specifiche che lo differenziano sia dal cinema hindi d'autore sia dalle altre cinematografie indiane (tamil, malayalam, telugu e bengali), altrettanto ricche di produzione annuale di film e di talenti nei più svariati campi della cinematografia.

## Storia

### Gli inizi
Il cinema arriva in India nel 1897, un anno dopo l'invenzione del cinematografo; si svolgono proiezioni di filmati che riprendono un treno in corsa e scene simili. Presto vennero ordinati proiettori e vari tipi di macchinari. Nel 1913 viene realizzato il film mitologico Raja Harishchandra di Dhundiraj Govind Phalke.
Quello mitologico diventa il genere più popolare del cinema muto, anche se non mancano titoli di genere sociale come Gun Sundari del 1927; il sottotitolo  musicale era fornito da musicisti presenti nelle sale cinematografiche, la loro presenza suscitava nel pubblico la voglia di accompagnare in qualche modo il ritmo della musica.
La diva più nota del cinema hindi è stata Devika Rani. Già allora si hanno le prime collaborazioni con registi europei, come quella tra Franz Osten, tedesco, e Niranjan Pal.
Il primo film sonoro esce nel 1931, diretto da Ardeshir Irani: si intitola Alam Ara di cui sfortunatamente non sono pervenute copie.
Intorno agli anni trenta cominciarono a nascere i primi studios cinematografici, i più importanti furono il New Theatres di Calcutta, Prabhat nella città di Pune e il Bombay Talkies.
Due registi di rilievo di questo periodo, Debaki Bose e Pramathesh Chandra Barua lavorano nello studio New Theatres.
Per quello che riguarda Bombay Talkies, ebbe una grande importanza per il cinema indiano, qui si formarono attori come Dilip Kumar e Raj Kapoor.
Già verso la fine del decennio gli studios cedettero il posto a compagnie di produzione create dagli stessi registi, nascono RK Films di Raj Kapoor e Mehboob Productions del regista Mehboob Khan.

### Gli anni d'oro
Il periodo che va dagli anni quaranta agli anni sessanta è indicato da critici e studiosi come l'epoca degli anni d'oro del cinema hindi. Questi sono gli anni delle personalità, dei divi e delle dive che ancora oggi costituiscono un modello per i giovani artisti.
Per ciò che riguarda gli attori, tre nomi svettano sugli altri: Dev Anand spesso interprete di noir e polizieschi, Dilip Kumar col suo particolare stile tragico e dai toni sfumati e Raj Kapoor, noto anche come regista e produttore che è considerato una delle più importanti personalità di Bollywood; interprete delle istanze e delle problematiche di una società che subiva un'importante transizione, con l'esodo verso le città di grandi masse di contadini. Ha raccontato le ansie e i sogni dell'India di Jawaharlal Nehru, ma anche la disillusione che ne seguì.
I film di questo periodo hanno la capacità di tenere insieme il migliore senso melodrammatico del cinema hindi, di cui è esempio Guru Dutt oltre al già citato Raj Kapoor, e le problematiche sociali di un paese che stava affrontando grandi cambiamenti, raccontati magistralmente dal regista Bimal Roy.
Al tempo stesso era questo il periodo che ha conosciuto alcune delle più belle voci dell'India come Mohamed Rafi e Lata Mangeshkar; musicisti di livello come Rahul Dev Burman e Naushad, scomparso recentemente.
Erano gli anni delle grandi dive (non di rado provenienti da famiglie musulmane), che hanno rappresentato modelli di eleganza, bellezza e anche modernità: Nargis, Waheeda Rehman, Vyjayanthimala, Nutan, Meena Kumari e molte altre.
Erano simbolo di donne intraprendenti, coraggiose e, a volte tragiche eroine romantiche; comunque icone con cui il pubblico trovava una grande identificazione.
Questa effervescenza di temi e talenti continua negli anni sessanta dove però si assiste a un graduale distanziamento dalle esigenze del post indipendenza, il pubblico è maggiormente attratto verso film in cui prevale un tono più leggero e allegro, dove rimane l'atmosfera romantica unita a un tratto un po' anticonvenzionale, di cui fu maggiore interprete Shammi Kapoor. I suoi film erano freschi e spensierati, con trame avventurose e arricchiti da canzoni molto attraenti.
Shammi Kapoor con la sua aria un po' da guascone e un po' da cantante di rock and roll, incarnò alla perfezione lo spirito di quegli anni. Nei suoi film era spesso affiancato dall'attrice Sharmila Tagore, con cui realizzò vari successi.
Sharmila Tagore lavorò con un altro divo di quegli anni, Rajesh Khanna. Quest'ultimo per circa dodici anni scatenò una vera e propria isteria di massa, specialmente nel pubblico femminile. Era la quintessenza dell'eroe romantico, uno dei film che meglio esprime questo suo ruolo è Amar Prem (amore eterno).
L'era si chiude con un lento declino del puro romanticismo e, presto Rajesh Khanna dovette cedere il posto a quella che diventerà l'icona del cinema hindi.

### Eroi e ribelli negli anni settanta
Mentre nella società indiana corruzione e disordini politici erano all'ordine del giorno, nel cinema cominciò a farsi notare un nuovo attore che avrebbe incarnato per molto tempo il giovane eroe, proveniente da una classe sociale popolare, in cerca di giustizia contro un potere corrotto e ostile.
Nasceva l'icona cinematica di Amitabh Bachchan che catturò l'interesse e l'affetto del pubblico come pochi altri. Era, ancora una volta, l'immagine in cui potersi rispecchiare, l'uomo qualsiasi vittima di ingiustizie.
L'immagine di giovane ribelle di Amitabh Bachchan fu rafforzata da film diretti da Yash Chopra, anche se non sono mancate in quel periodo le occasioni di dimostrare la versatilità dell'attore: uno dei film che lo vede interprete insieme all'altra star di quegli anni, Dharmendra, è Chupke Chupke; una commedia esilarante sulle manie di un purista della lingua contrario a influssi non solo stranieri.
Amitabh Bachchan lavora anche per registi che seguono una linea più intimista come Hrishikesh Mukherjee, che oltre a Chupke Chupke realizza con Bachchan film delicati come Anand e Milli.
Verso la fine del decennio arriva Sholay (Fiamme), il film che lo consegna definitivamente alla storia del cinema.
Gradualmente, a partire dalla fine del decennio, i film sono connotati sempre di più da violenza e aggressività.
Una parte del pubblico, quello femminile, non è più attratto dall'offerta cinematografica, questo elemento oltre all'introduzione delle videocassette e dei serial televisivi, contribuisce al declino del cinema degli anni ottanta.

### Il cinema indiano
Nei decenni passati il cinema raccontava spesso le classi subalterne, negli anni novanta con le trasformazioni economiche e tecnologiche, focalizza la propria attenzione verso le classi medio-alte e si dirige in modo particolare a un pubblico giovane.
Tornano di importanza i temi familiari, il ruolo delle ragazze e la ridefinizione dell'identità. Le trame dei film raccontano spesso la storia di giovani innamorati, contrastati dalle rispettive famiglie, i doveri di un coniuge, ecc.
Le storie sono ambientate in belle case e in luoghi dove si fa sfoggio della nuova condizione sociale. In questo decennio cresce l'importanza, anche a livello di incassi, degli indiani residenti all'estero, i film iniziano a rispecchiare le esigenze e le aspettative di questo nuovo pubblico.
I personaggi di questi film si muovono tra identità tradizionale e confronto con la società occidentale, i modelli proposti sono a volte tradizionali, dato che prevale l'autorità paterna, la famiglia numerosa e le sue esigenze. Il tempio, le cerimonie e le feste tornano ad occupare un posto importante.
Questo orientamento continua in parte nell'ultimo decennio del secolo, le nuove star hanno caratteristiche estetiche e attoriali in grado di rappresentare, in modo credibile, l'immagine del giovane benestante, spigliato anche se fedele alla propria cultura. Sono gli anni di Salman Khan, Shah Rukh Khan, Hrithik Roshan, Aamir Khan e di attrici come Madhuri Dixit, Kajol, Kareena Kapoor e Aishwarya Rai.
Le coreografie dei film uniscono elementi della cultura indiana con effetti visivi vicini ai video trasmessi da MTV.
Ma sono anche anni di innovazioni tematiche e tecniche, si tentano film storici come Asoka, prodotto e interpretato da Shah Rukh Khan, di Lagaan sul periodo dell'occupazione britannica.
Sono gli anni di Mani Ratnam, uno dei registi contemporanei più innovativi che realizza Dil Se, film sulle tematiche del terrorismo; vengono realizzati film tratti da romanzi come nel caso di Parineeta o ancora Rang De Basanti che tratta delle vicende di un gruppo di ragazzi improvvisamente posti di fronte alla prepotenza del potere.

## Tratti caratteristici

### Musica
La musica e le canzoni sono da sempre una parte integrante della cultura popolare indiana, non esiste momento di aggregazione, ricorrenza e fase della vita dove non sia presente. Accompagna il lavoro nelle vaste zone rurali e i viaggiatori, durante i lunghi spostamenti in treno. È importante ricordare anche che le due grandi epopee tradizionali dell'India (Mahabarata e Ramayana) da sempre vengono memorizzate e tramandate col canto.
Oltre alle forme tradizionali provenienti dalla cultura indù, esiste una vasta produzione musicale nata in ambiente islamico. Sono ad esempio i ghazal, qawwali, i canti sufi e l'importante produzione poetica, in lingua urdu, prevalentemente di contenuto amoroso.
Non deve stupire, quindi, l'importanza della musica e delle canzoni nel cinema indiano. Da sempre ne costituiscono un elemento caratteristico e irrinunciabile.
Durante i 100 anni di vita di questo cinema sono sorti musicisti di prim'ordine e parolieri acclamati. Un altro aspetto tipico riguarda l'uso di cantanti che prestano la loro voce agli attori in scene di canti e balli. Il primo ad utilizzare cantanti in playback è stato Debaki Bose nel 1934. Anche questa modalità non è mai stata abbandonata e, in realtà, molto pochi sono gli esempi di attori che furono al tempo stesso cantanti.
Le canzoni vengono in genere diffuse prima dell'uscita di un film, e rappresentano un'entrata economica importante per i produttori, che con la vendita di cd e cassette hanno un primo guadagno sui soldi investiti per il film. Inoltre in questo modo si crea un legame di riconoscimento tra il pubblico e il film tale da aumentarne le possibilità di successo.

### Danza
Altrettanto forte è la danza, presente nelle sue modalità classiche come il Bharatanatyam del sud e il Kathak, originario dello stato dell'Uttar Pradesh, anche se nella maggior parte dei casi si trae ispirazione dai balli popolari e folcloristici delle varie regioni indiane, spesso balli di ambiente rurale.
Altra tipologia è rappresentata dalle danze delle cortigiane delle corti islamiche (khota), i cui centri maggiori erano nelle città di Lucknow e Delhi. Queste potevano trarre la loro origine dalla cultura indù, ma venivano tramandate in modo tale da sottrarre alle figure danzanti ogni riferimento narrativo alle storie della mitologia.
In una cinematografia che non ammette la rappresentazione esplicita della sessualità, le scene ballate sono un elemento per esprimere maggiormente il lato erotico, altre volte possono rappresentare una modalità per conoscere più a fondo l'universo emozionale di un personaggio.
A volte, sono semplicemente uno stratagemma per digressioni che rendono la narrazione non lineare, caratteristica che, del resto, è presente anche in opere letterarie di scrittori indiani.

### Scenari esotici
Da qualche decennio si assiste al fenomeno di registi che girano alcune scene in Europa; una delle scenografie di maggiore frequentazione è il paesaggio alpino. Il motivo ha anche a che fare con la voglia di inserire elementi che possano risultare esotici per il pubblico indiano, ma in realtà il motivo principale consiste nella impossibilità di girare scene con quel tipo di paesaggi nello stato del Kashmir, da molto tempo scenario di guerra, dove non è più possibile garantire condizioni di sicurezza.
Un altro motivo che ha portato registi indiani a girare scene, quando non interi film all'estero, è la nutrita presenza di comunità indiane che vivono stabilmente in America, Europa o Australia. Rappresentano una porzione importante del pubblico di Bollywood e i registi tentano sempre più spesso di realizzare film con trame e personaggi che siano di interesse per quel tipo di pubblico. Tra i film più amati dagli indiani residenti all'estero possono essere ricordati: Dilwale Dulhania Le Jayenge, Tomorrow May Never Come (Kal Ho Na Ho) e Salaam Namaste ambientati rispettivamente a Londra, New York e Australia.